# Caenonetria perdita
Caenonetria perdita är en spindelart som beskrevs av Alfred Frank Millidge och Anthony Russell-Smith 1992. Caenonetria perdita ingår i släktet Caenonetria och familjen täckvävarspindlar. Inga underarter finns listade.